# بلاوات
بلاوات (به عربی: بلاوات) یک منطقهٔ مسکونی در عراق است که در استان نینوا واقع شده‌است.